# Гільєрмо Рагассоне
Гільєрмо Рагассоне (ісп. Guillermo Ragazzone, нар. 5 січня 1956) — сальвадорський футболіст, що грав на позиції нападника.

## Клубна кар'єра
У дорослому футболі дебютував 1975 року виступами за команду «Атлетіко Марте», в якій з перервою на виступи в «Сантьягеньйо» грав до 1988 року і виграв чемпіонат Сальвадору в 1981 та 1982 роках і був фіналістом Кубка чемпіонів КОНКАКАФ у 1981 році.
1988 року перейшов до клубу «Кохутепеке», де і завершив кар'єру футболіста у 1990 році.

## Виступи за збірну
1982 року дебютував в офіційних матчах у складі національної збірної Сальвадору.
У складі збірної був учасником чемпіонату світу 1982 року в Іспанії, але на поле на турнірі не виходив.

## Досягнення
- Чемпіон Сальвадору (2): 1980/81, 1982